# Пшибінь
Пшибінь (пол. Przybiń, нім. Brausewitz) — село в Польщі, у гміні Ридзина Лещинського повіту Великопольського воєводства.
Населення — 153 особи (2011).
У 1975-1998 роках село належало до Лешненського воєводства.

## Демографія
Демографічна структура станом на 31 березня 2011 року:
|          | Загалом | Допрацездатний вік | Працездатний вік | Постпрацездатний вік |
| -------- | ------- | ------------------ | ---------------- | -------------------- |
| Чоловіки | 73      | 11                 | 59               | 3                    |
| Жінки    | 80      | 12                 | 56               | 12                   |
| Разом    | 153     | 23                 | 115              | 15                   |